# Золотъёль
Золотъёль (Золот-Иоль) — река в России, почти на всём протяжении течёт по территории северо-западной части Удорского района Республики Коми. Левый приток реки Зырянская Ежуга.
Длина реки составляет 14 км.
Истоки реки находятся в болоте Кебское на севере Лешуконского района Архангельской области. Течёт по лесной болотистой местности. Генеральным направлением течения является юго-восток.

## Данные водного реестра
По данным государственного водного реестра России относится к Двинско-Печорскому бассейновому округу, водохозяйственный участок реки — Мезень от истока до водомерного поста у деревни Малонисогорская. Речной бассейн реки — Мезень.
Код объекта в государственном водном реестре — 03030000112103000048075.